# 筑後市
筑後市（ちくごし）は、福岡県南部の筑後平野の中央に位置するほぼ平坦な田園都市。福岡市からJR鹿児島本線で約45分、自動車で約1時間の距離にある。同市のマスコットキャラクターははね丸とパネコ・ポネコの姉妹。

## 地理

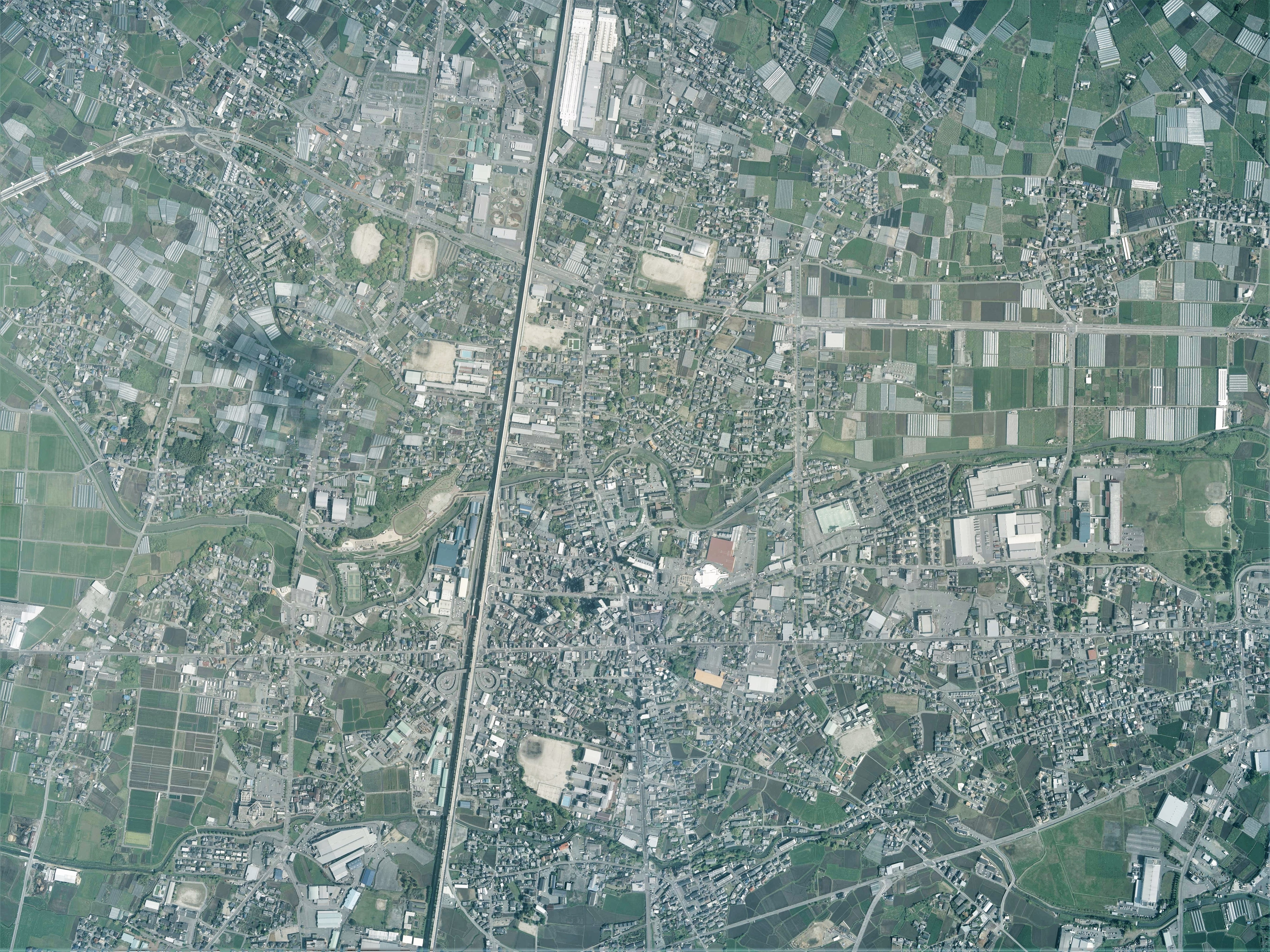
筑後市中心部周辺の空中写真。
2010年4月29日撮影の6枚を合成作成。。

### 市域
- 東西7.5 km、南北8.2 km、面積41.78km2。

### 隣接する市町村
- 久留米市・柳川市・八女市・みやま市
- 三潴郡大木町・八女郡広川町

### 河川
- 矢部川
- 沖端川
- 花宗川
- 山ノ井川
- 倉目川
- 松永川

### 地名
- 熊野（旧羽犬塚町）
- 蔵数（旧羽犬塚町）
- 徳久（旧羽犬塚町）
- 羽犬塚（旧羽犬塚町）
- 久富（旧羽犬塚町）
- 山ノ井（旧羽犬塚町）
- 北長田（旧古川村）
- 久恵（旧古川村）
- 新溝（旧古川村）
- 鶴田（旧古川村）
- 溝口（旧古川村）
- 和泉（旧水田村）
- 江口（旧水田村）
- 尾島（旧水田村）
- 折地（旧水田村）
- 上北島（旧水田村）
- 古島（旧水田村）
- 四ヶ所（旧水田村）
- 島田（旧水田村）
- 志（旧水田村）
- 下北島（旧水田村）
- 下妻（旧水田村）
- 庄島（旧水田村）
- 井田（旧水田村）
- 高江（旧水田村）
- 津島（旧水田村）
- 常用（旧水田村）
- 富重（旧水田村）
- 富久（旧水田村）
- 富安（旧水田村）
- 中折地（旧水田村）
- 中牟田（旧水田村）
- 長崎（旧水田村）
- 野町（旧水田村）
- 馬間田（旧水田村）
- 水田（旧水田村）
- 若菜（旧水田村）
- 長浜（旧岡山村）
- 前津（旧岡山村）
- 西牟田（旧西牟田町）
- 一条（旧下広川村）

## 歴史

### 行政区域の変遷
- 1889年（明治22年）：町村制施行時の筑後市は、羽犬塚村、水田村、下妻村、二川村、古川村であった。
- 1908年（明治41年）：水田村、下妻村、二川村の合体合併により水田村になる。
- 1915年（大正4年）1月1日：羽犬塚村が町制施行により羽犬塚町になる。
- 1954年（昭和29年）4月1日：八女郡羽犬塚町、水田村、古川村、岡山村の一部（大字前津、大字長浜）が合併し、筑後市となる。（岡山村の残部は福島町（即日市制・改称、八女市）に編入）
- 1955年（昭和30年）3月10日：三潴郡西牟田町を編入。
- 1955年（昭和30年）12月1日：八女郡下広川村大字一条の一部を編入。（下広川村の残部は広川町及び三潴郡筑邦町に編入）
- 1957年（昭和32年）11月1日：大字西牟田から字大立、富安、清導寺、峰の下、東本町、西本町、田中、大坪が三潴町に分離する。

### 歴代市長
| 代    | 氏名       | 就任年月日    | 退任年月日    | 備考 |
| ----- | ---------- | ------------- | ------------- | ---- |
| 初-3  | 下川秀樹   | 1954年5月     | 1966年5月     |      |
| 4-5   | 田中八千男 | 1966年5月     | 1974年5月     |      |
| 6-7   | 中尾義昭   | 1974年5月     | 1982年5月     |      |
| 8     | 田中虎市   | 1982年5月     | 1986年5月     |      |
| 9     | 近藤廣康   | 1986年5月     | 1989年10月    |      |
| 10-12 | 馬場淳次   | 1989年12月3日 | 2001年12月2日 |      |
| 13-14 | 桑野照史   | 2001年12月3日 | 2009年12月2日 |      |
| 15-16 | 中村征一   | 2009年12月3日 | 2017年12月2日 |      |
| 17-18 | 西田正治   | 2017年12月3日 |               | 現職 |

※歴代市長

## 行政

### 市長
- 西田正治（2期目）
- 任期：2025年12月2日

### 市議会
- 定数：17人
- 任期：2023年4月29日

### 消防
- 筑後市消防本部

### 警察
- 福岡県警察筑後警察署
  - 羽犬塚駅前交番
  - 熊野交番
  - 水田駐在所
  - 船小屋駐在所
  - 馬間田駐在所

## 政府所管法人

### 国立研究開発法人
- 農業・食品産業技術総合研究機構（農研機構）管理本部（九州沖縄管理部筑後事業場）[2]
- 農研機構九州沖縄農業研究センター筑後・久留米研究拠点

## 人口
| |                                        |  |
| 筑後市と全国の年齢別人口分布（2005年） | 筑後市の年齢・男女別人口分布（2005年） |  |
| ■紫色 ― 筑後市 ■緑色 ― 日本全国 | ■青色 ― 男性 ■赤色 ― 女性              |  |
| 筑後市（に相当する地域）の人口の推移 \| 1970年（昭和45年） \| 38,688人 \| \| \| 1975年（昭和50年） \| 39,520人 \| \| \| 1980年（昭和55年） \| 41,698人 \| \| \| 1985年（昭和60年） \| 43,359人 \| \| \| 1990年（平成2年） \| 43,835人 \| \| \| 1995年（平成7年） \| 45,289人 \| \| \| 2000年（平成12年） \| 47,348人 \| \| \| 2005年（平成17年） \| 47,844人 \| \| \| 2010年（平成22年） \| 48,512人 \| \| \| 2015年（平成27年） \| 48,339人 \| \| \| 2020年（令和2年） \| 48,827人 \| \| |                                        |  |
| 総務省統計局 国勢調査より |                                        |  |
| 1970年（昭和45年） | 38,688人                               |  |
| 1975年（昭和50年） | 39,520人                               |  |
| 1980年（昭和55年） | 41,698人                               |  |
| 1985年（昭和60年） | 43,359人                               |  |
| 1990年（平成2年） | 43,835人                               |  |
| 1995年（平成7年） | 45,289人                               |  |
| 2000年（平成12年） | 47,348人                               |  |
| 2005年（平成17年） | 47,844人                               |  |
| 2010年（平成22年） | 48,512人                               |  |
| 2015年（平成27年） | 48,339人                               |  |
| 2020年（令和2年） | 48,827人                               |  |

## 教育

### 小学校
- 筑後市立羽犬塚小学校
- 筑後市立松原小学校
- 筑後市立古川小学校
- 筑後市立水洗小学校
- 筑後市立筑後南小学校
  - 筑後市立筑後南小学校いずみ分校

- 筑後市立二川小学校
- 筑後市立西牟田小学校
- 筑後市立筑後小学校
- 筑後市立筑後北小学校

### 中学校
- 筑後市立羽犬塚中学校
- 筑後市立筑後北中学校
- 筑後市立筑後中学校

### 高等学校
県立
- 八女高等学校
- 八女工業高等学校

### 大学・短期大学
- 九州大谷短期大学

### 特別支援学校
県立
- 福岡県立筑後特別支援学校

### 学区
- 筑後校区
  - 中心部よりやや南部に位置し、八女市と隣接する。二本松・山ノ井東・山ノ井中・長浜・和泉東。
- 羽犬塚校区
  - 筑後市の中で行政・経済の中心地であり、人口も一番多く、広川町・八女市と隣接する。停車場・藤島・秋松・徳久・羽犬塚・上町・上原々南・上原々北・和泉西・和泉中・前津。
- 筑後北校区
  - 北部に位置し、久留米市と隣接する。赤坂・欠塚・一条・西原西・西原東・大和。
- 松原校区
  - 北西部に位置し、久留米市と隣接する。蔵数・熊野・久富・久富東。
- 古川校区
  - 東部に位置する。桑鶴・溝口町・溝口南・北長田・久恵・鶴田・新溝。
- 水田校区
  - 南西部に位置し、みやま市と隣接する。水田上・水田中・水田下・下北島・上北島・野町・常用東。
- 水洗校区
  - 南部に位置し、みやま市と隣接する。尾島・船小屋・志（しむら）・津島東・津島西。
- 下妻校区
  - 南西部に位置し、柳川市と隣接する。常用（つねもち）・下妻・富安・馬間田（ままだ）南・馬間田北・中牟田・中折地。
- 古島校区
  - 西部に位置し、大木町・柳川市と隣接する。折地・折地作出・古島・井上・井田（せいでん）上・井田下・島田。
- 二川校区
  - 西部に位置し、大木町と隣接する。上富久・下富久・四ケ所・江口・万才・高江・富重・若菜・長崎・庄島。
- 西牟田校区
  - 西部に位置し、久留米市と隣接する。野中・北牟田・鷲寺・寛元寺・久保・西牟田町・流。

## 特産品

### 農産物
- 八女茶
- 梨・葡萄（巨峰）
- まな板
- 久留米絣
- 花ござ
- 焼酎

## 神社・寺院・観光・その他

### 神社
- 水田天満宮
- 熊野神社
- 溝口竈門神社 - 「鬼滅の刃」で注目[3]

### 寺院
- 興満寺
- 寛元寺
- 願長寺
- 宗岳寺

### 教会
- 日本基督教団羽犬塚教会

### その他の宗教
- 三五教九州総主会

### 観光

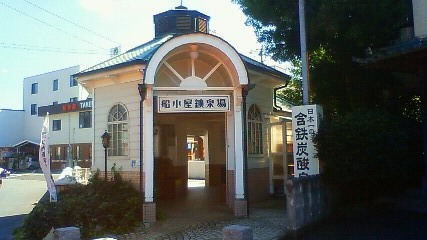
船小屋鉱泉場

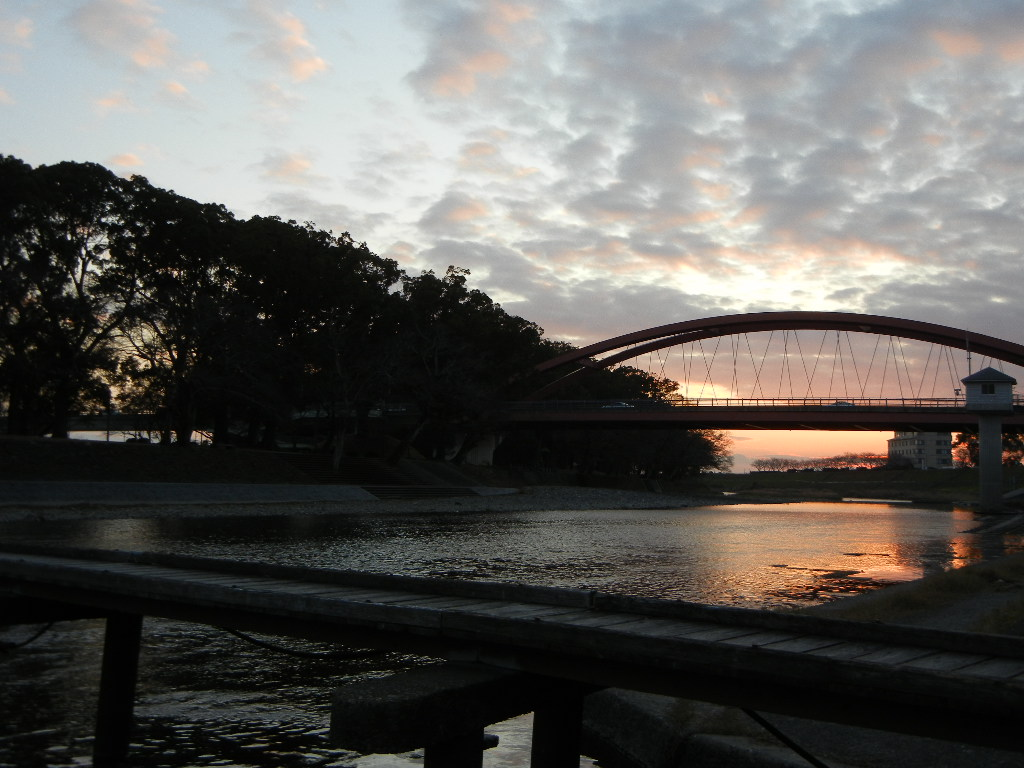
ガタガタ橋と国道209号線の新船小屋大橋

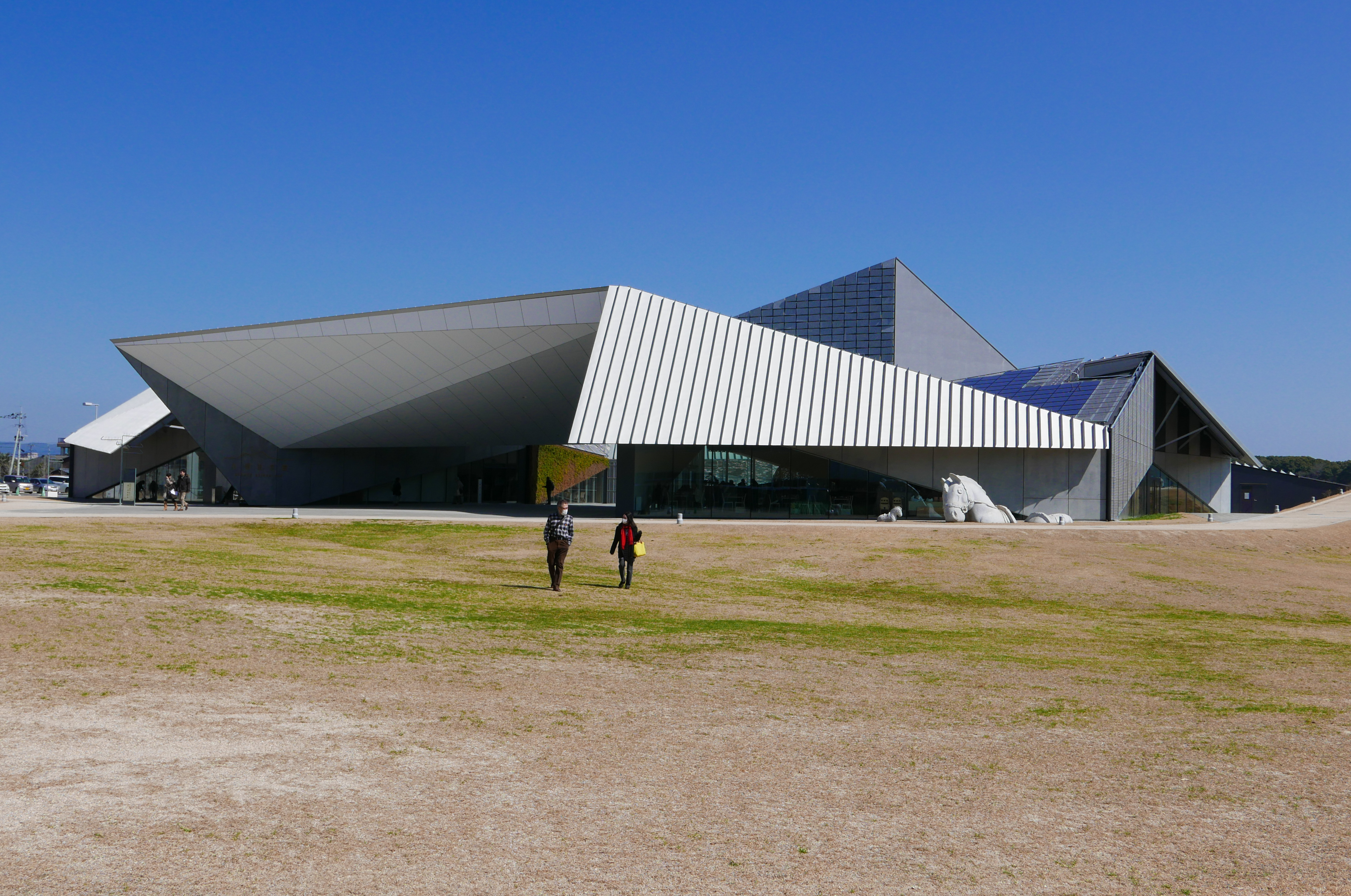
筑後広域公園内にある九州芸文館

- 船小屋温泉
- がたがた橋
- 筑後広域公園
- 水田天満宮

### スポーツ施設
- HAWKSベースボールパーク筑後 - 福岡ソフトバンクホークス2軍本拠地。2016年竣工。

### 文化財

#### 史跡
- 国指定
  - 石人山古墳
- 県指定
  - 山梔窩（さんしか）
- 市指定
  - 欠塚（かげつか）古墳

#### 有形文化財

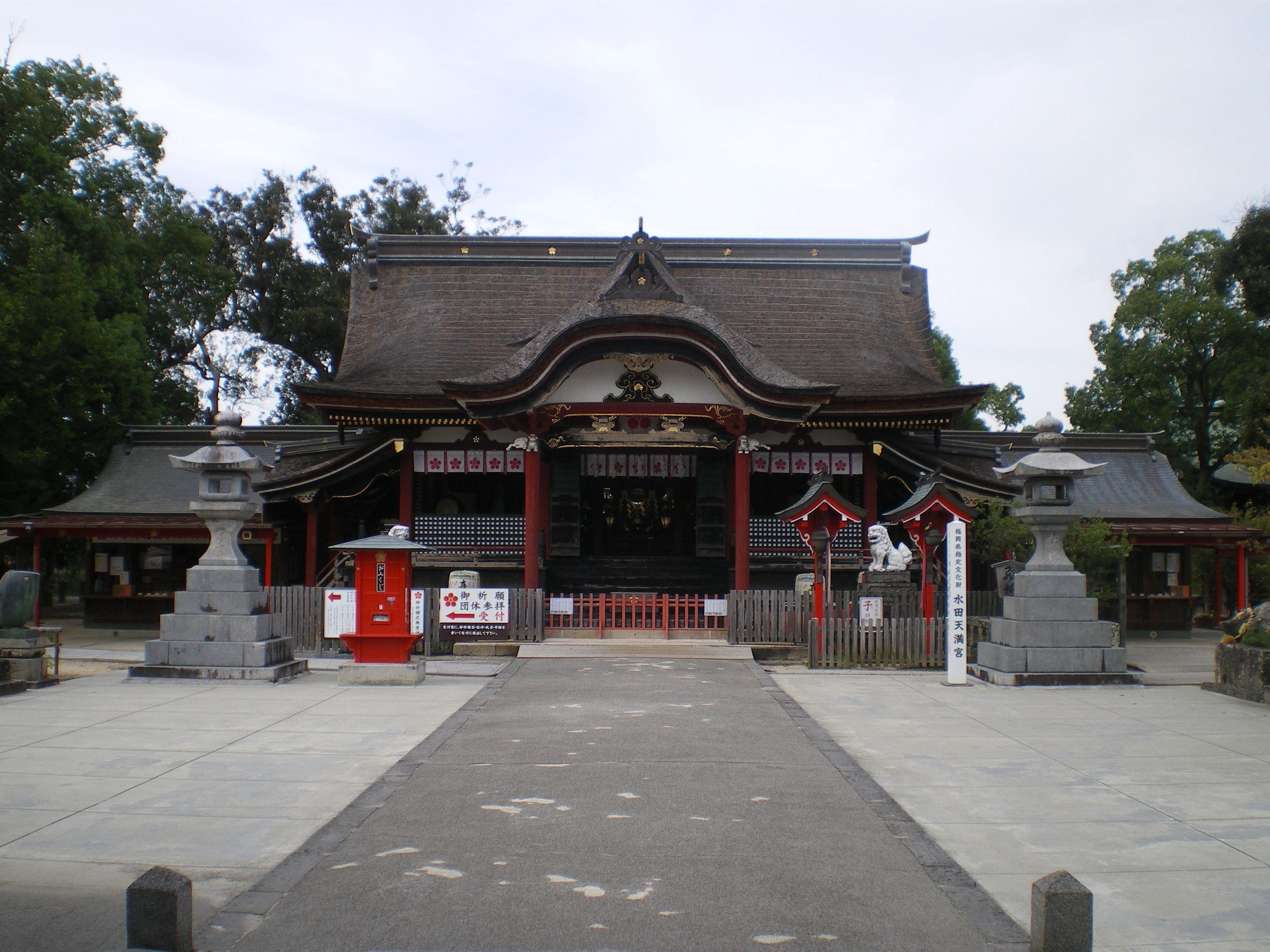
水田天満宮

県指定
- 建造物
  - 水田天満宮本殿
  - 水田の石造鳥居
  - 光明寺の石造九重塔
  - 坂東寺石造五重塔
  - 熊野神社の眼鏡橋

- 考古資料
  - 滑石経（かっせききょう）
- 彫刻
  - 石造狛犬（水田天満宮）
- 古文書
  - 寛元寺文書

#### 無形文化財
- 国指定
  - 久留米絣
- 県指定
  - 掛川（掛川織の技法）
  - 筑後の手すき和紙

#### 有形民俗文化財
- 県指定
  - 木造獅子頭
  - 木造火王水面王
  - 石造狛犬（古島老松宮）
- 市指定
  - 恵比寿石祠・神像
  - 社日神石祠・神像

#### 無形民俗文化財
- 県指定
  - 稚児風流（ちごふりゅう）
  - 千灯明（せんとうみょう）
  - 鬼の修正会（おにのしゅじょうえ）
  - 盆綱引き（ぼんづなひき）

#### 天然記念物
- 国指定
  - カササギ生息地
  - 船小屋のゲンジボタル発生地
- 県指定
  - 水田の森（楠･イチイガシ）
- 市指定
  - 竈門神社社叢

## 交通

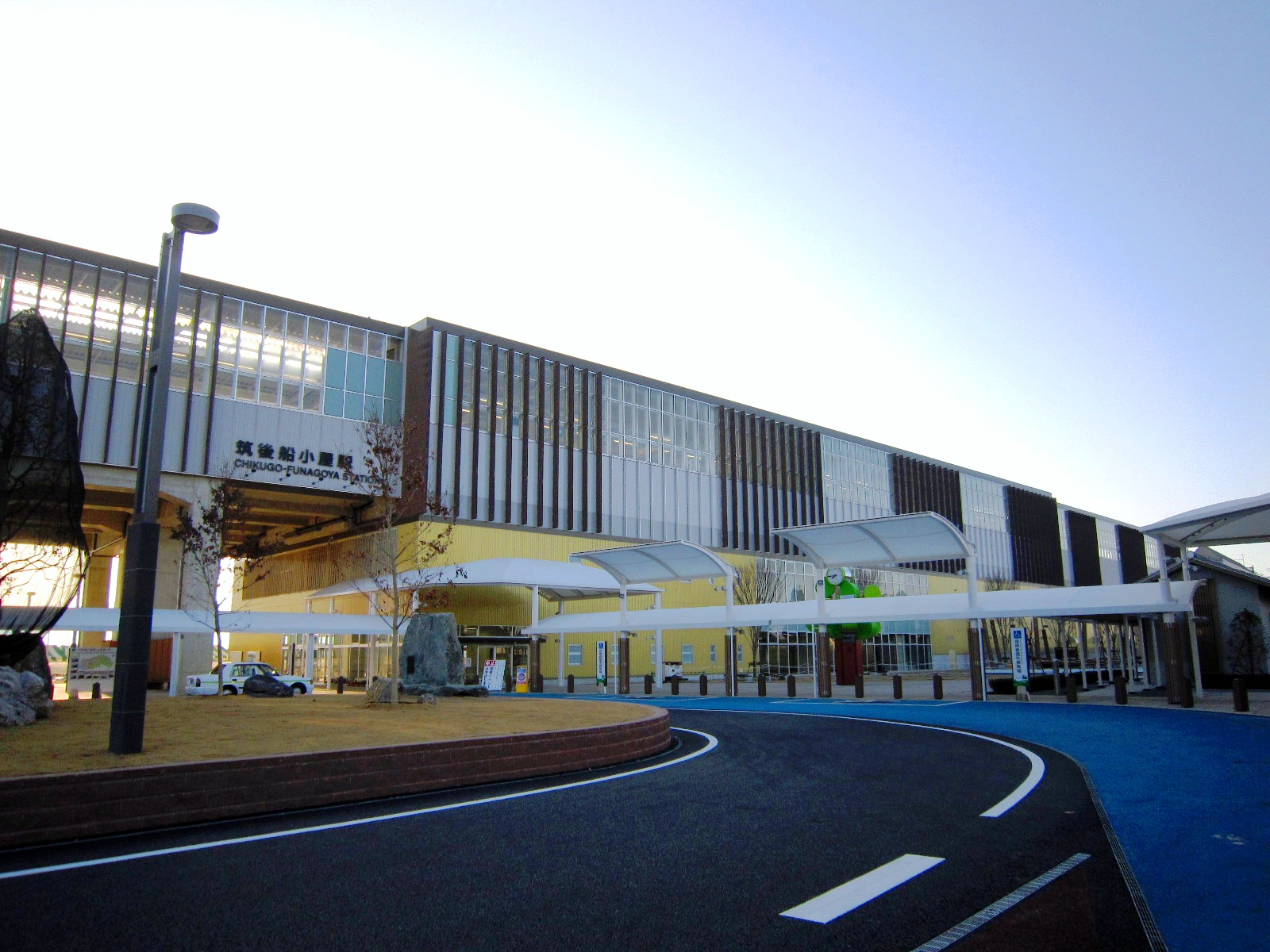
筑後船小屋駅

### 空港
福岡空港または佐賀空港が近い。
筑後市内と福岡空港を直接結ぶ公共交通機関はないが、隣の八女市との市境部分に設置されている八女インターチェンジに併設されているバス停留所から福岡空港への高速バスが運行している。
羽犬塚駅・船小屋温泉郷・筑後市役所前と佐賀空港を結ぶリムジンタクシーがある（予約制）。

### 鉄道
- JR九州
  - 九州新幹線
    - 筑後船小屋駅

  - 鹿児島本線
    - 西牟田駅 - 羽犬塚駅 - 筑後船小屋駅
- 市の中心駅：羽犬塚駅

地域によっては西隣の久留米市旧三潴町域および大木町を通る西鉄天神大牟田線の犬塚駅、大溝駅、八丁牟田駅が最寄りとなる。

### 路線バス
- 西鉄バス - グループ会社の西鉄バス久留米が運行する。船小屋温泉近くに営業所（筑後車庫）を置く。久留米市と筑後市を結ぶ路線と、大木町を経由して大川市と筑後市を結ぶ路線がある。
  - 50・53：JR久留米駅 - 六ツ門 - 西鉄久留米 - 聖マリア病院前 - 高良台 - 筑後自動車運転免許試験場（53番のみ） - 羽犬塚駅 - 船小屋 - 筑後船小屋駅
  - 55：JR久留米駅 - 六ツ門 - 西鉄久留米 - 西町 - 荒木駅前 - 西牟田 - 羽犬塚駅前
  - 8：羽犬塚駅前 - 筑後市立病院 - 八丁牟田駅 - 大川市役所 - 大野島
- 堀川バス - 羽犬塚駅前にターミナルを置き、筑後市と八女市を結ぶ路線を運行する。八女市街（福島）のほかその東側の旧黒木町、旧矢部村、旧星野村にも路線がある。
  - 羽犬塚駅 - 福島 - 黒木 ※一部の便は黒木 - 矢部間の路線バスに接続する
  - 羽犬塚駅 - 福島 - 公立病院・べんがら村・星野
- コミュニティ自動車 - 各地区ごとに協議会を立ち上げ運行する[4]。
- 筑後市内を発着する高速バス路線はないが、八女インターチェンジ併設のバス停留所に発着する高速バスが利用可能（バス停留所は八女市内）。

### 高速道路
- 九州自動車道
  - 八女インターチェンジ

### 道路
- 一般国道
  - 国道209号
  - 国道442号
- 県道
  - 佐賀県道・福岡県道15号佐賀八女線
  - 福岡県道86号久留米筑後線
  - 福岡県道89号瀬高久留米線

## 筑後市が発祥の地の企業
- タマホーム
- アクセス・ジャパンコーポレーション
- はねオンライン

## 出身者
- 江崎浩（東京大学教授）
- 田中健（俳優）
- 深町宏（サックス奏者）
- 井上三綱（画家､1899-1981）
- 玉木康裕（タマホーム創業者）
- 若菜嘉晴（プロ野球解説者、元野球選手）
- 中島俊哉（野球選手。東北楽天ゴールデンイーグルス所属）
- 武田健吾（野球選手）
- 小熊坂諭（元プロボクサー、1977-2013）
- 藤吉佐緒里（バスケットボール選手）
- 土田喜代一（軍人）
- 齋藤章雄（料理人）
- 渡辺温斗（TREASURE）

## 電話
- 市外局番：0942（久留米MA）

0944（瀬高MA、下妻、富安及び馬間田地区のみ）